# El despertar del sexo
El despertar del sexo es una película en blanco y negro de Argentina dirigida por Jorge Darnell según el guion de Enrique Rodríguez Johnson con su propia adaptación en colaboración con Jorge Darnell que se estrenó el 22 de junio de 1970 y que tuvo como protagonistas a Nora Cárpena, Ignacio Quirós, Esteban Serrador y Alma Vélez. Tuvo como títulos alternativos los de Crónica fogosa de una mujer frígida y  Leonie, crónica fogosa de una mujer frígida.
Fue filmada en 1963 y se le dio calificación “B” por el Instituto de Cinematografía, por lo que recién fue estrenada en 1970 como complemento en salas de barrio.

## Sinopsis
Una muchacha que se relaciona amorosamente con hombres parecidos a su padre viaja a Buenos Aires y tiene un trágico final.

## Reparto
Participaron del filme los siguientes intérpretes:V
- Nora Cárpena
- Ignacio Quirós
- Esteban Serrador
- Alma Vélez
- Carlos Demaría
- Elly Gerard
- Alba Donnelly
- Alberto Ramírez Beny
- Ángel Boffa
- Reina del Carmen
- Carlos Luzietti

## Comentarios
La Gaceta comentó:

”El libro y la dirección incurren en tan notorias falsedades que quita toda verosimilitud al asunto”